# Ixodes venezuelensis
Ixodes venezuelensis este o specie de căpușe din genul Ixodes, familia Ixodidae, descrisă de Glen M. Kohls în anul 1953. Conform Catalogue of Life specia Ixodes venezuelensis nu are subspecii cunoscute.